# Лепра
Лепра или губа (од гр. λέπι, рибље крљушти) хронична је инфективна болест позната од античког доба. Позната је и као Хансенова болест (HD). Изазива је бактерија Mycobacterium leprae или Mycobacterium lepromatosis, која се данас може успешно лечити антибиотицима. Симптоми лепре разликују се у великој мери од пацијента до пацијента. Главни симптом је одумирање нерава, оштећења респираторног тракта, коже и очију, као и промене на крвним судовима услед згушњавања крви. Оболели губе осећај за хладно, топло и бол. Последица овога је да се оболели често повређују и инфицирају, а да не осећају потребу за лечењем, што доводи до тешких инфекција, инвалидитета или смрти. Код заражених особа могу се јавити и слабост мишића и слабљење вида. Симптоми се могу приметити након прве године, али код неких се симптоми јављају и до двадесет година касније. Лепра не убија директно, већ је морбидитет последица ових секундарних инфекција. Варијанте лепре су: неиздиференцирана лепра, туберкулоидна лепра, лепроматозна лепра, и  гранични случајеви.
Губа се шири међу људима, мада је за то неопходан опсежан контакт. Око 95% људи који се заразе са M. leprae не развију болест. Сматра се да се ширење јавља кашљем или контактом са течношћу из носа особе заражене губом. Генетски фактори и имунска функција играју улогу у томе колико лако особа може да заради болест. Губа се не шири током трудноће на нерођено дете или сексуалним контактом. Губа се чешће јавља међу људима који живе у сиромаштву. Постоје две главне врсте болести - пауцибациларна и мултибациларна, које се разликују по броју присутних бактерија. Особа са пауцибациларном болешћу има пет или мање слабо пигментираних утрнулих мрља коже, док особа са мултибациларном болешћу има више од пет кожних мрља. Дијагноза се потврђује проналажењем киселински постојаних бацила у биопсији коже.
Губа се лечи терапијом више лекова. Лечење пауцибациларне губе врши се лековима дапсоном, рифампицином и клофазимином током шест месеци. Лечење мултибациларне губе користи исте лекове током 12 месеци. Такође се могу користити бројни други антибиотици. Светска здравствена организација ове третмане пружа бесплатно. Особе са губом могу да живе са породицом, да иду у школу и раде. У 2018. години забележено је 209.000 случајева губе глобално, у поређењу са 5,2 милиона током 1980-их. Број нових случајева у 2016. години износио је 216.000. Већина нових случајева јавља се у 14 земаља, а на Индију отпада више од половине. У 20 година од 1994. до 2014. године, 16 милиона људи широм света било је излечено од губе. У Сједињеним Државама се пријави око 200 случајева годишње.
Губа погађа човечанство већ хиљадама година. Име болест води порекло од стгрч. λέπρᾱ (léprā), од стгрч. λεπῐ́ς (lepís; „љуске“), док појам „Хансенова болест“ потиче од норвешког лекара Герхарда Армауера Хансена. Губа је у историји била повезана са социјалном стигмом, која и даље представља препреку самопријављивању и раном лечењу. Одвајање људи погођених губом и њихово смештање у колоније губаваца, још увек се дешава у неким областима Индије, Кине, Африке и Тајланда. Већина колонија се затворила, јер губа није врло заразна. Неки реч „губавац“ сматрају увредљивом и препоручују фразу „особа погођена губом“. Губа је класификована као занемарена тропска болест. Светски дан губе покренут је 1954. године како би се скренула пажња на оне који су погођени губом.

## Знаци и симптоми
Уобичајени симптоми присутни у различитим врстама губе укључују цурење из носа; суви скалп; проблеме са очима; лезије коже; слабост мишића; црвенкаста кожа; глатко, сјајно, дифузно задебљање коже лица, ува и шаке; губитак осећаја на прстима руку и стопала; задебљање периферних живаца; равни нос услед уништавања носне хрскавице; и промене у фонацији и другим аспектима говорне продукције. Поред тога, може доћи до атрофије тестиса и импотенције.
Губа може на различите начине утицати на људе. Просечни период инкубације је 5 година. Људи могу почети да примећују симптоме у првој години или до 20 година након инфекције. Први уочљиви знак губе је често настанак бледих или ружичастих делова коже који могу бити неосетљиви на температуру или бол. Делове обојене коже понекад прате или претходе нервни проблеми, укључујући утрнулост или осетљивост руку или стопала. Секундарне инфекције (додатне бактеријске или вирусне инфекције) могу резултирати губитком ткива, због чега се прсти на рукама и ногама скраћују и деформишу, јер се хрскавица апсорбује у тело. Имунски одговор особе разликује се у зависности од облика губе.
Отприлике 30% људи погођених губом доживи оштећење нерва. Нането оштећење нерва је реверзибилно ако се лечи рано, али постаје трајно када се одговарајући третман одложи за неколико месеци. Оштећење живаца може проузроковати губитак мишићне функције, што доводи до парализе. Такође може довести до абнормалности сензација или утрнулости, што може довести до додатних инфекција, улцерација и деформација зглобова.
- Пауцибациларна губа (ПБ): Бледе мрље на кожи са губитком осећаја
- Лезије коже на бутини особе са лепром
- Руке деформисане од губе